# Neivamyrmex californicus
Neivamyrmex californicus (лат.) — вид кочевых муравьёв рода Neivamyrmex из подсемейства Ecitoninae (Formicidae).

## Распространение
Новый Свет: Северная Америка (США, Мексика).

## Описание
Длина рабочих от 2,4 до 5 мм. Самки более 1 см. Описаны в 1870 году австрийским мирмекологом Густавом Майром под первоначальным названием Eciton californicum. Отличаются от близких видов (Neivamyrmex nigrescens) формой дорсальной поверхности проподеума; заднее бедро в 6,2 раз длиннее своей наибольшей толщины. Основная окраска красновато-коричневая. Усики рабочих 12-члениковые. Нижнечелюстные щупики 2-члениковые, нижнегубные щупики состоят из 2—3 сегментов. Мандибулы треугольные. Глаза отсутствуют или редуцированы до нескольких фасеток. Оцеллии и усиковые бороздки отсутствуют.  Коготки лапок простые без дополнительных зубцов на вогнутой поверхности. Проподеум округлый, без зубцов. Дыхальца заднегруди расположены в верхнебоковой её части или около средней линии проподеума. Голени средних и задних ног с одной гребенчатой шпорой. Стебелёк между грудкой и брюшком у рабочих состоит из двух члеников. Жало развито.
Ведут кочевой образ жизни. Постоянных гнёзд не имеют, кроме временных бивуаков. 

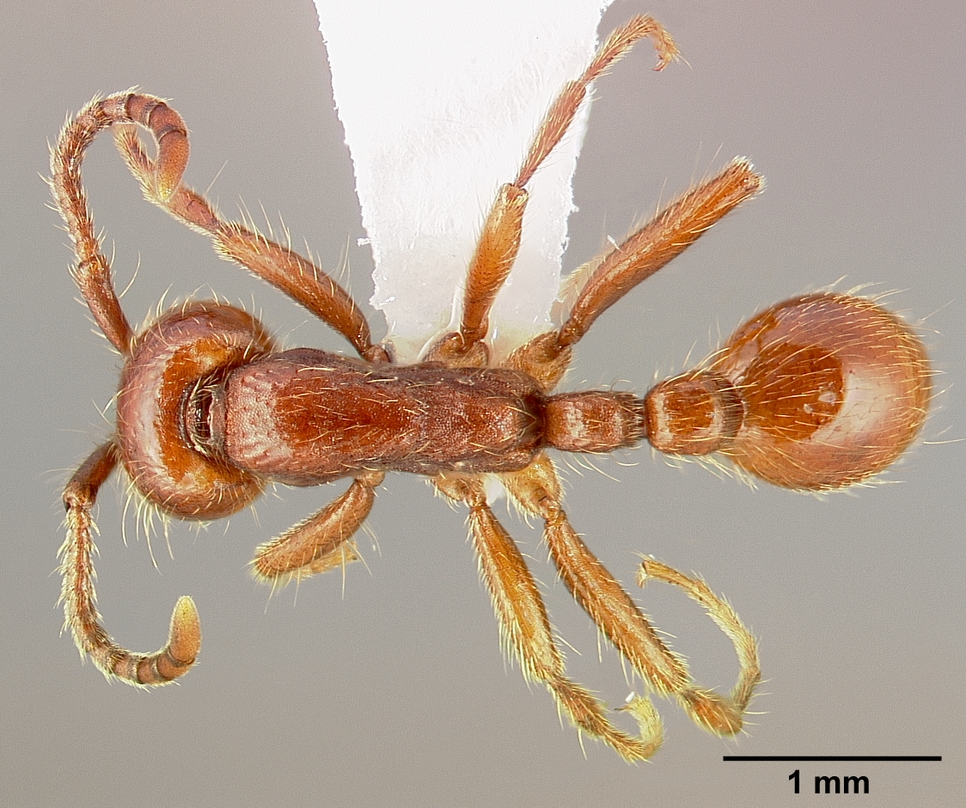
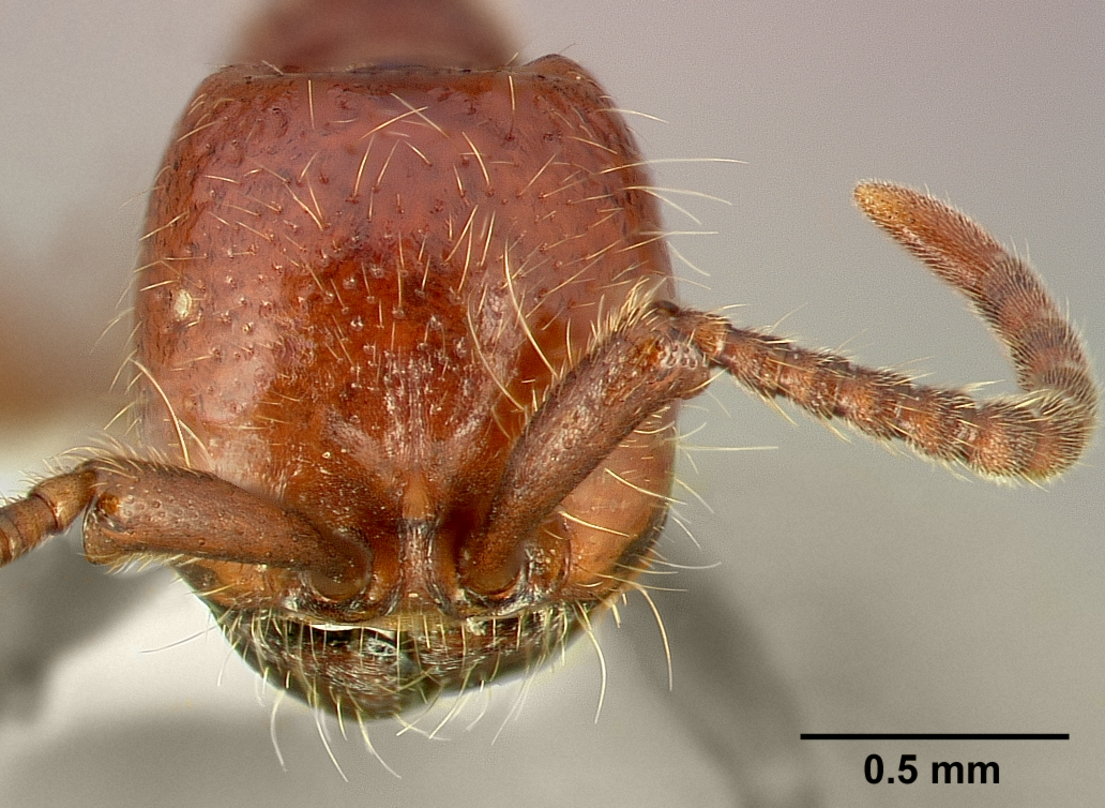